# 勾玉

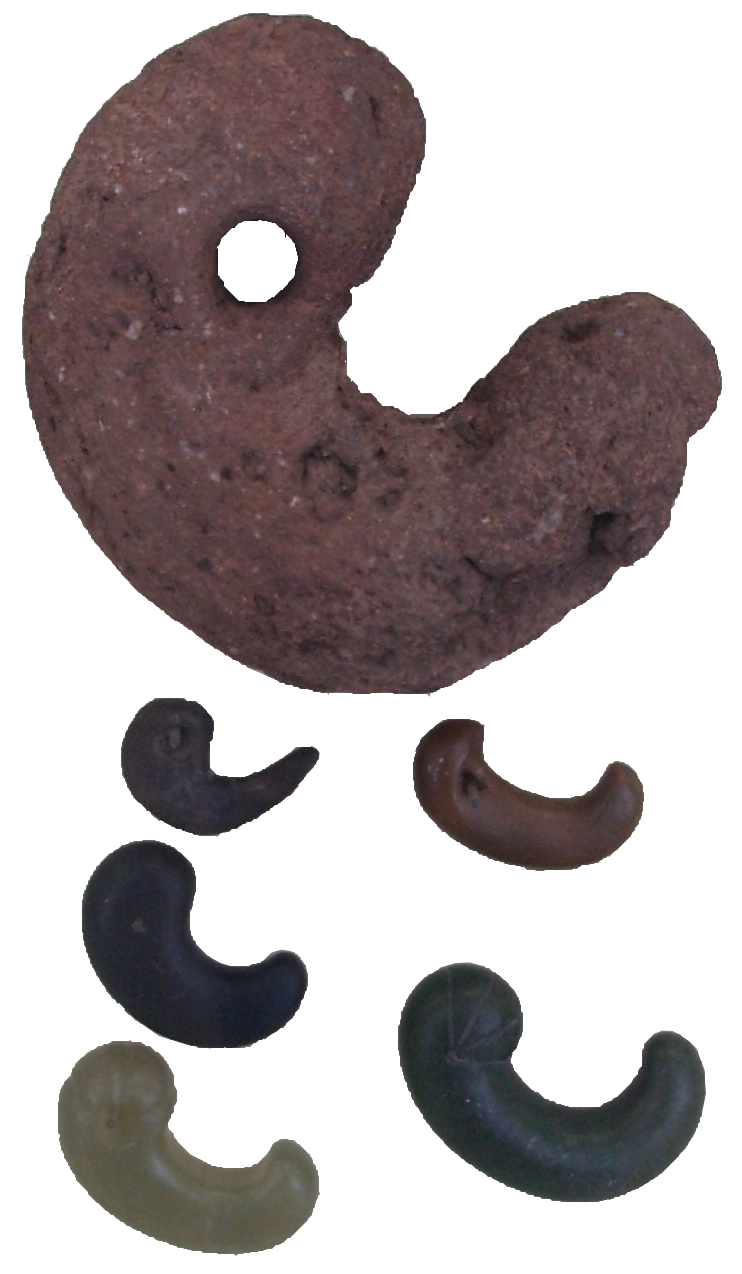
8世紀頃のさまざまな勾玉

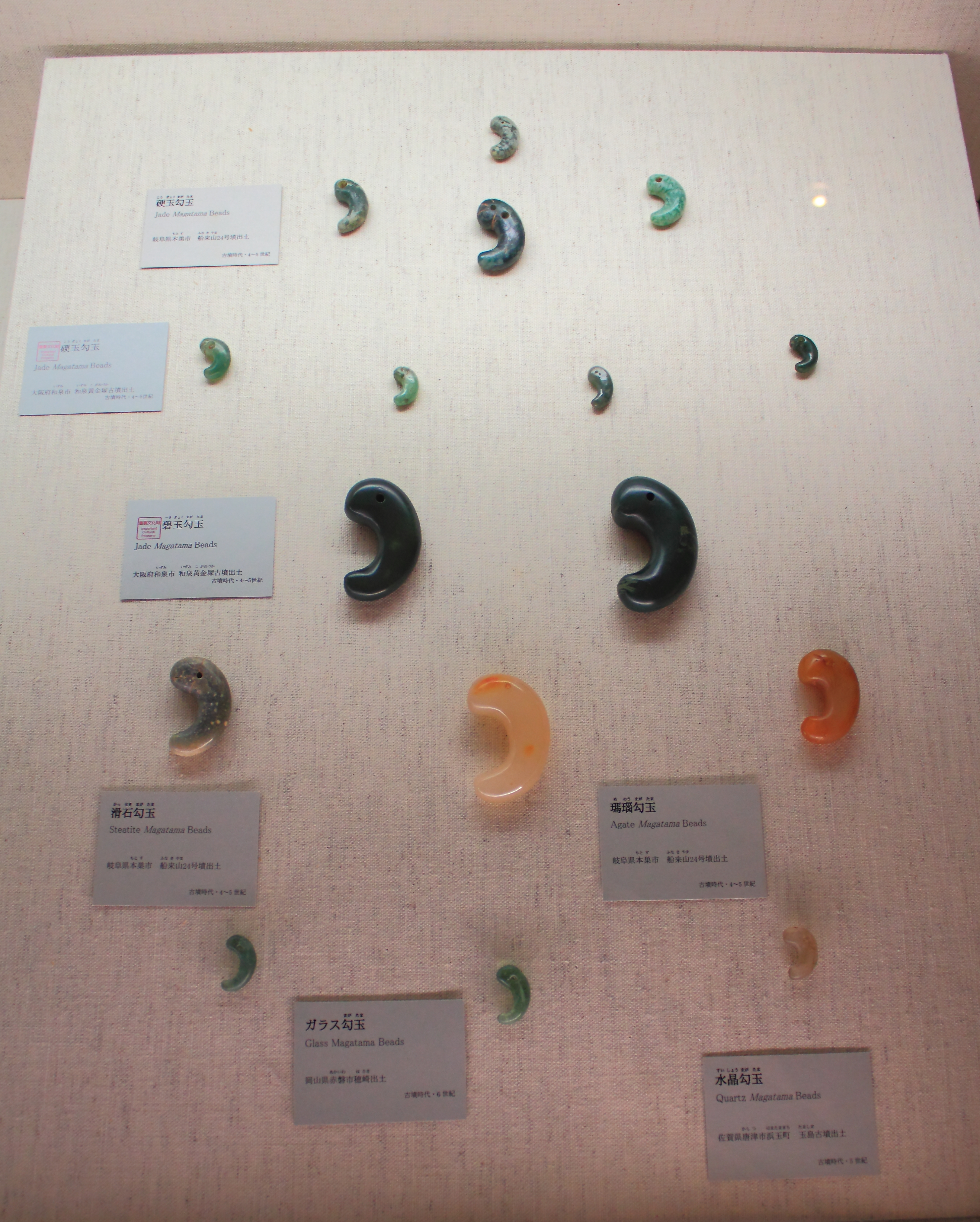
古墳時代の勾玉（東京国立博物館）

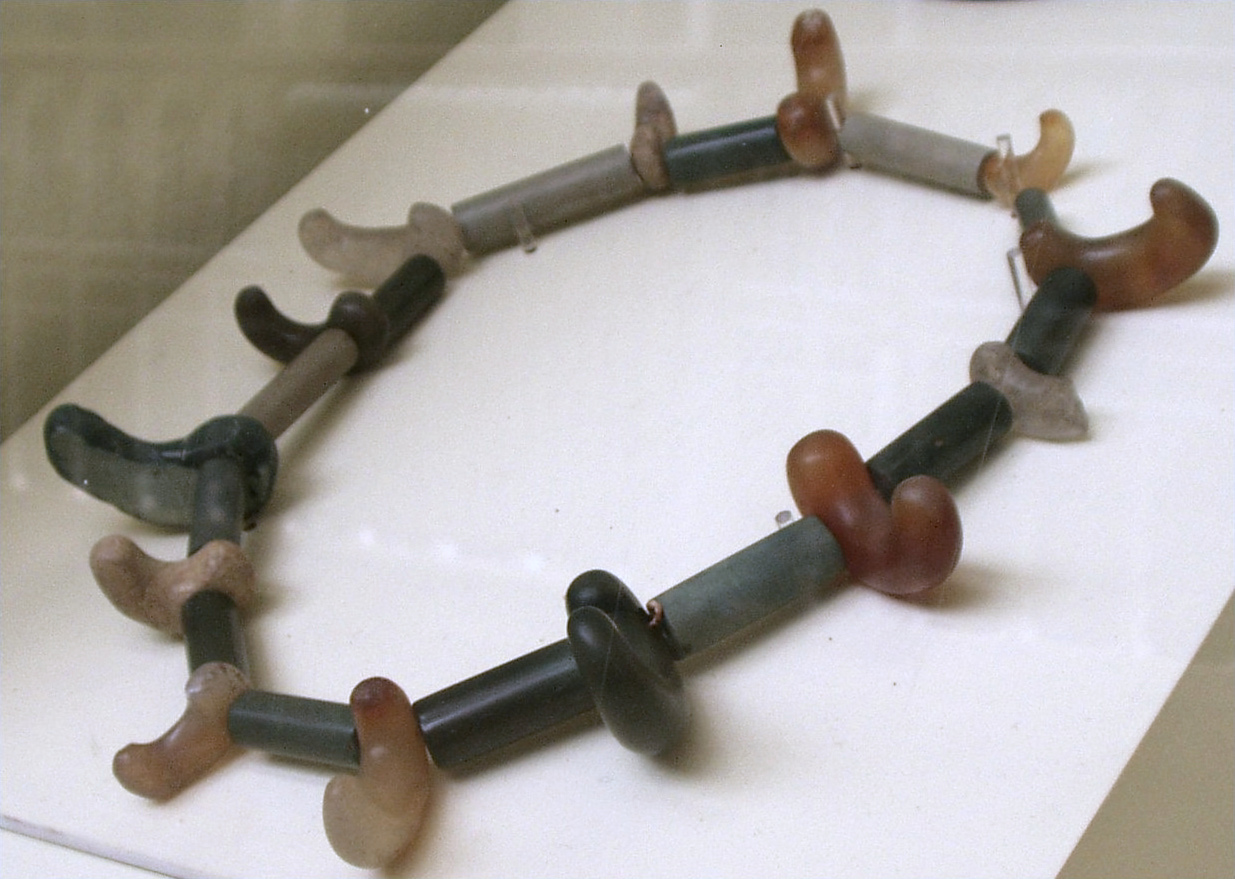
複数の勾玉と管玉で作られた首飾

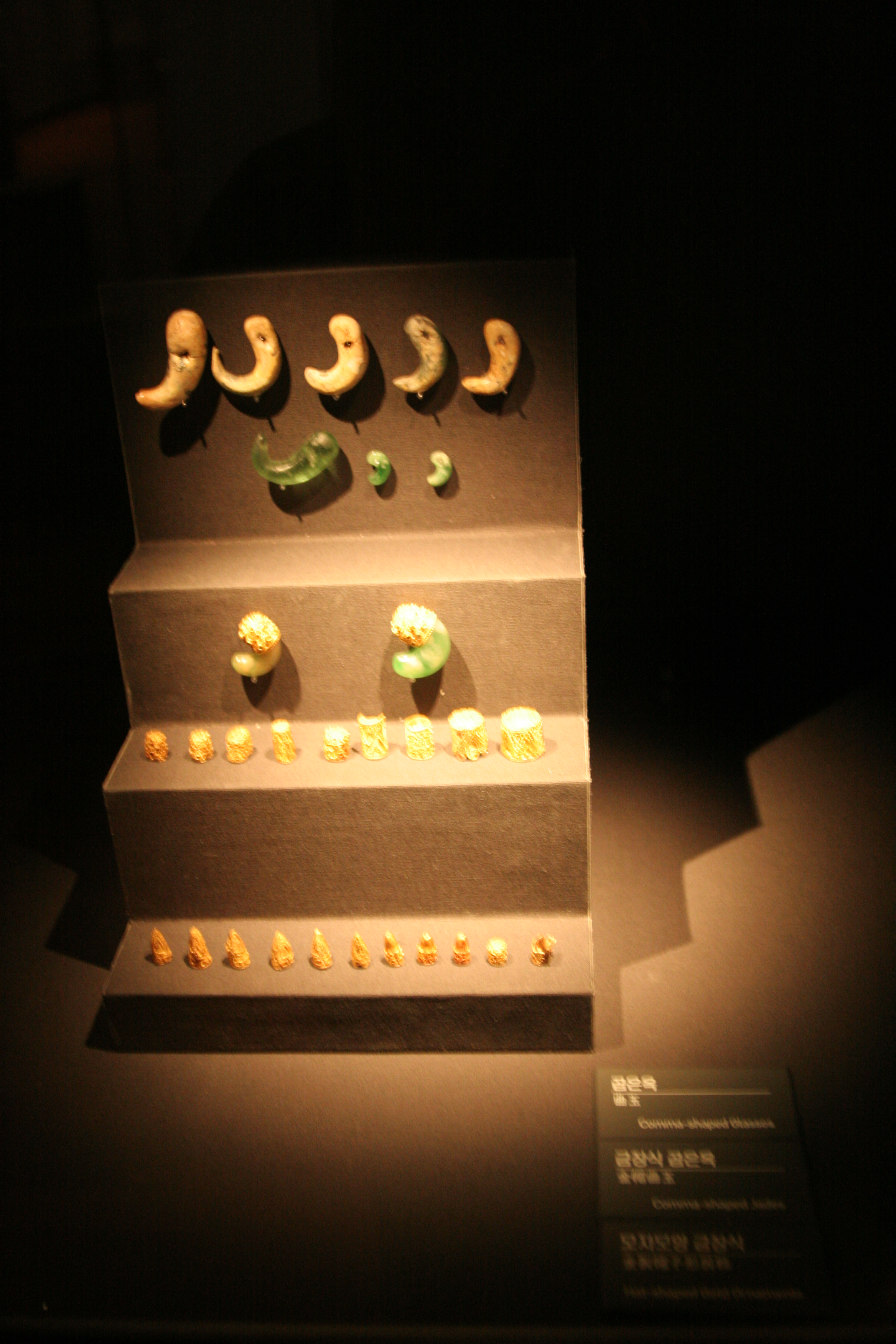
武寧王の墓から出土した勾玉。ガラス玉の勾玉や、金で装飾された勾玉などがある。

勾玉（まがたま、曲玉とも表記）は、先史・古代の日本における装身具の一つである。祭祀にも用いられたと言われるが、詳細は分からない。語源は「曲っている玉」から来ているという説が有力である。
語の初出は『記紀』で、『古事記』には「曲玉」、『日本書紀』には「勾玉」の表記が見られる。また『魏志倭人伝』には「句珠（くしゅ）」の表記がある。

## 概要
多くは、Cの字形またはコの字形に湾曲した、玉から尾が出たような形をしている。丸く膨らんだ一端に穴を空けて紐を通し、首飾りとした。孔のある一端を頭、湾曲部の内側を腹、外側を背と呼ぶ。多くは翡翠、瑪瑙、水晶、滑石、琥珀、鼈甲で作られ、土器製のものもある。青銅などの金属製も存在するが、数は非常に少なく、青銅製は2013年1月時点で4例しか存在しない。
純金で装飾されている金の勾玉は、和歌山県和歌山市の車駕之古址古墳（しゃかのこしこふん）で発見された1例のみであり、現在は、和歌山市立博物館にて展示されている。
その形状は、元が動物の牙であったとする説や、母親の胎内にいる初期の胎児の形を表すとする説などがある。鈴木克彦は縄文時代極初期の玦状耳飾りが原型であるとの説をとる。
日本の縄文時代の遺跡から発見されるものが最も古い。朝鮮半島へも伝播し、紀元前6世紀から3世紀初頭の無文土器時代にアマゾナイト製の勾玉が見られる。縄文時代早期末から前期初頭に滑石や蝋石のものが出現し、縄文中期にはC字形の勾玉が見られ、後期から晩期には複雑化し、材質も多様化する。縄文時代を通じて勾玉の大きさは、比較的小さかった。
弥生時代中期に入ると、前期までの獣形勾玉、緒締形勾玉から洗練された定形勾玉と呼ばれる勾玉が作られ始め、古墳時代頃から威信財とされるようになった。1993年（平成5年）に東京都板橋区四葉遺跡の弥生末期の方形周濠墓から長さ7.4センチメートルのヒスイの勾玉が出土している。
魏志倭人伝によれば、邪馬台国女王の臺與から魏への進貢品に「孔青大句珠二枚（穴が空いて曲がった青い大きな玉2個）」があり、ヒスイ製勾玉であろうと推測されている（進貢時期は248年-266年の間）。
古墳時代前期の古墳から硬玉ヒスイの勾玉が出土することが多い。大阪府和泉市和泉黄金塚古墳では、大小の勾玉が34個も見つかっている。この内にはヒスイの勾玉が26個も含まれている。古墳出土の勾玉の大きなもので3 - 4センチメートルであるが、1912年（明治45年）発掘の大阪府堺市の塚周り古墳（大山古墳の陪墳か）出土の大勾玉は、長さ約6センチメートルである。
奈良時代には寺院の心礎に納められたり、仏像の装飾に使用されることはあったが、あくまでも古来の伝世品で、新規に製作されたものではない。
日本本土では、現在まで神社等でお守りとして販売されているが、沖縄ではノロ（祝女）の祭具として使用され、現代もその伝統が受け継がれている。古琉球時代（14世紀 - 16世紀）の遺構からは、玉製以外にも金製や陶製の勾玉が出土している。
- 弥生時代の環濠集落である唐古・鍵遺跡で、2003年（平成15年）に褐鉄鉱（鳴石）容器に入った勾玉が出土した[6][7]。
- 古墳時代前期の博労町遺跡から、全国初の2個が背中合わせになったX字形の勾玉が発掘された。鳥取県米子市の博労町遺跡から発掘[8]。
- 島根県松江市の西川津遺跡で、弥生時代後期の約1800年前に作られたとみられるJ字形のガラス製勾玉が発掘された[9]。

皇室に伝わる三種の神器の一つに、八尺瓊勾玉が数えられる。
また武寧王陵など韓国内の王墓からも発掘されており、これらは翡翠で出来ている事から日本から伝来したものである。しかし、韓国歴史学会では古代の韓国から日本へ伝わったと主張している（韓国起源説）。

## 形の由来
｢形の由来｣の説として、以下のものがある。他にも幾つかの説があり、なにが由来となっているか、そもそも一つのものを由来とするのかもよくわかっていない。
- 動物の牙で作った牙玉を基とする説
- 胎児の形を模したとする説
- 魂の姿を象ったとする説
- 巴形を模したとする説
- 月の形を模したとする説
- 形そのものに意味があったとする説
- 破損した耳飾を再利用したとする説

## 画像

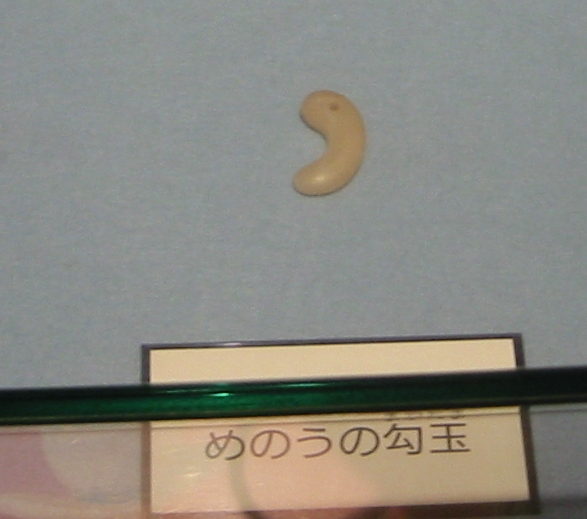
瑪瑙の勾玉
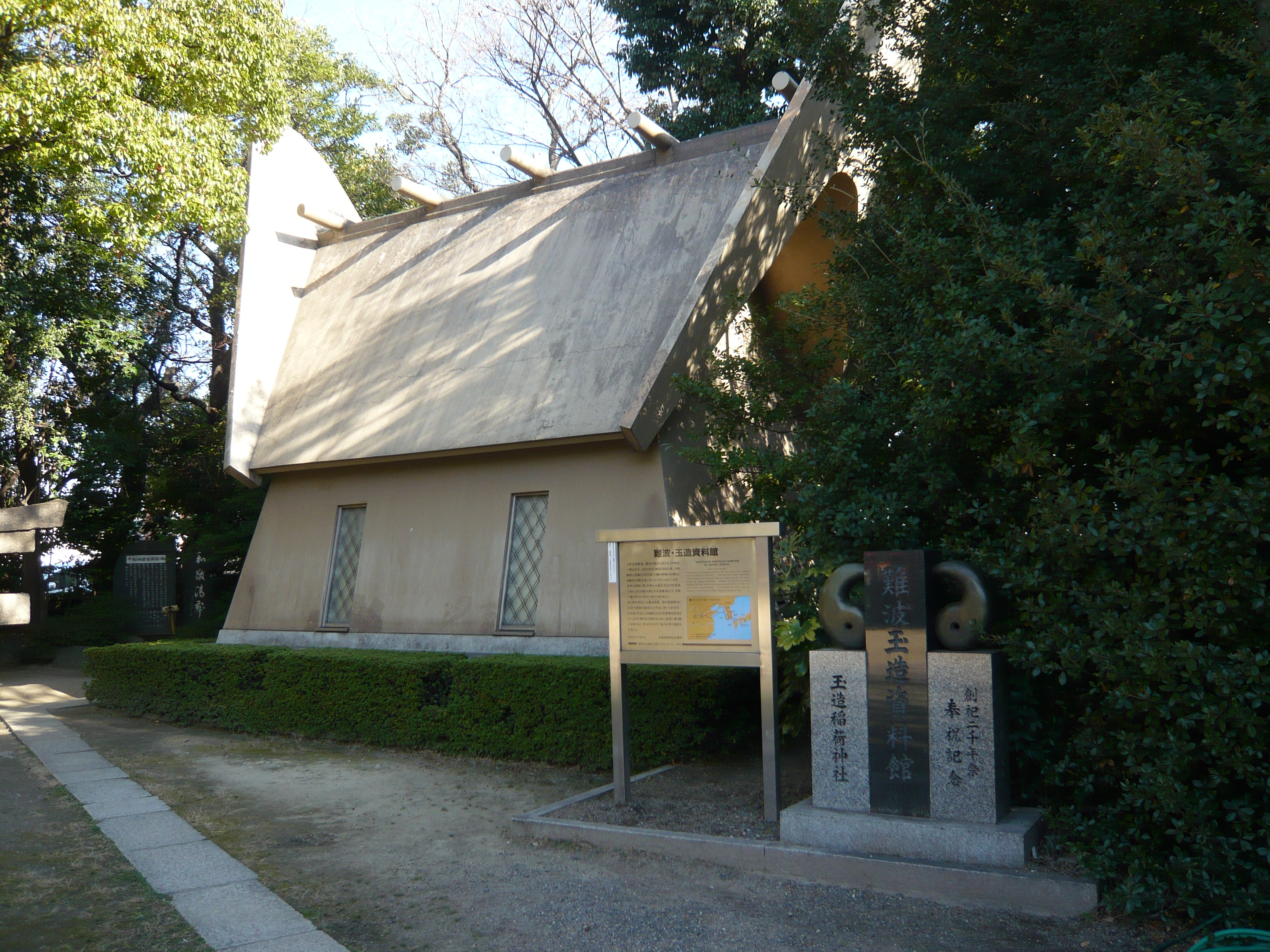
難波玉造資料館